# Pioneer-Kaserne
Die Pioneer-Kaserne ist eine ehemalige Kasernenanlage im Stadtteil Wolfgang der Stadt Hanau.

## Geschichte
Erst nach der Rheinlandbesetzung 1936 war es der Wehrmacht möglich, in Hanau eine Garnison einzurichten. In der Hessen-Homburg-Kaserne, die im Ersten Weltkrieg vom Eisenbahnregiment 3 belegt war, wurde nun ein Infanterieregiment stationiert. Für die Eisenbahnpioniere wurde daher an der Reichsstraße 8 zwischen Hanau und Wolfgang im Waldgebiet Bulau 1938 eine neue Kaserne gebaut. Markant ist die Anordnung der Gebäude im Kasernenkomplex: Auf dem halbkreisförmigen Kasernengelände entstanden beiderseits des Haupteingangs jeweils fünf sowie um die Mitte fächerförmig angeordnet sechzehn weitere Gebäude.
Die Pionier-Kaserne wurde von der Wehrmacht bis zum Ende des Zweiten Weltkriegs genutzt. Danach besetzte die US-Armee das Gelände, änderte den Namen leicht ab und stationierte dort zahlreiche Truppen. Dazu entstanden südöstlich der Kaserne die Pioneer Housing Area und auf der anderen Seite der Bundesstraße 8 die Sportsfield Housing als Wohnanlagen für die Soldaten und Zivilangestellte. Ende 2008 räumte die US-Armee die Pioneer-Kaserne und alle weiteren noch verbliebenen Standorte im Hanauer Stadtgebiet.

## Pioneer-Kaserne nach dem Abzug der US-Armee (Nov. 2017)

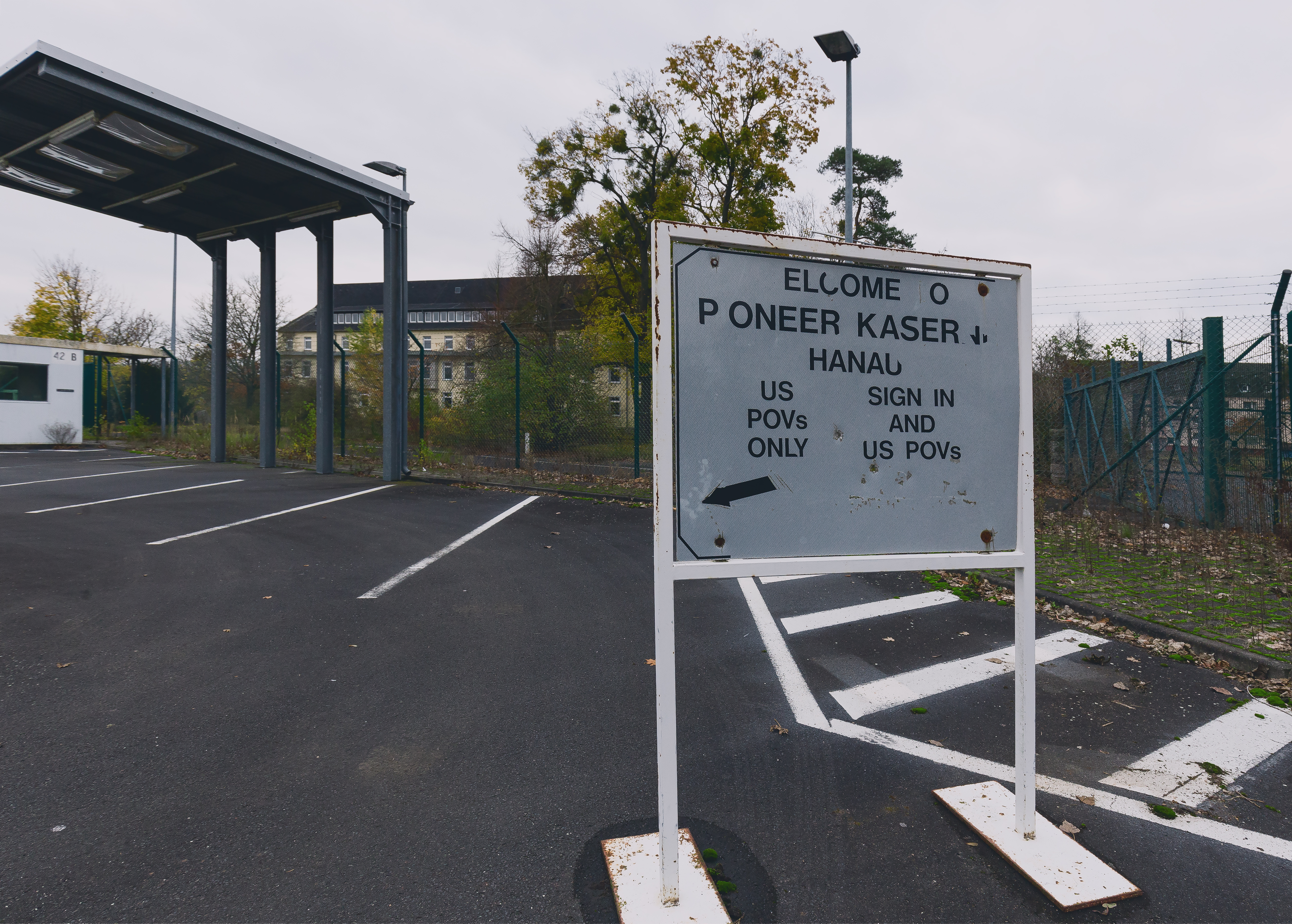
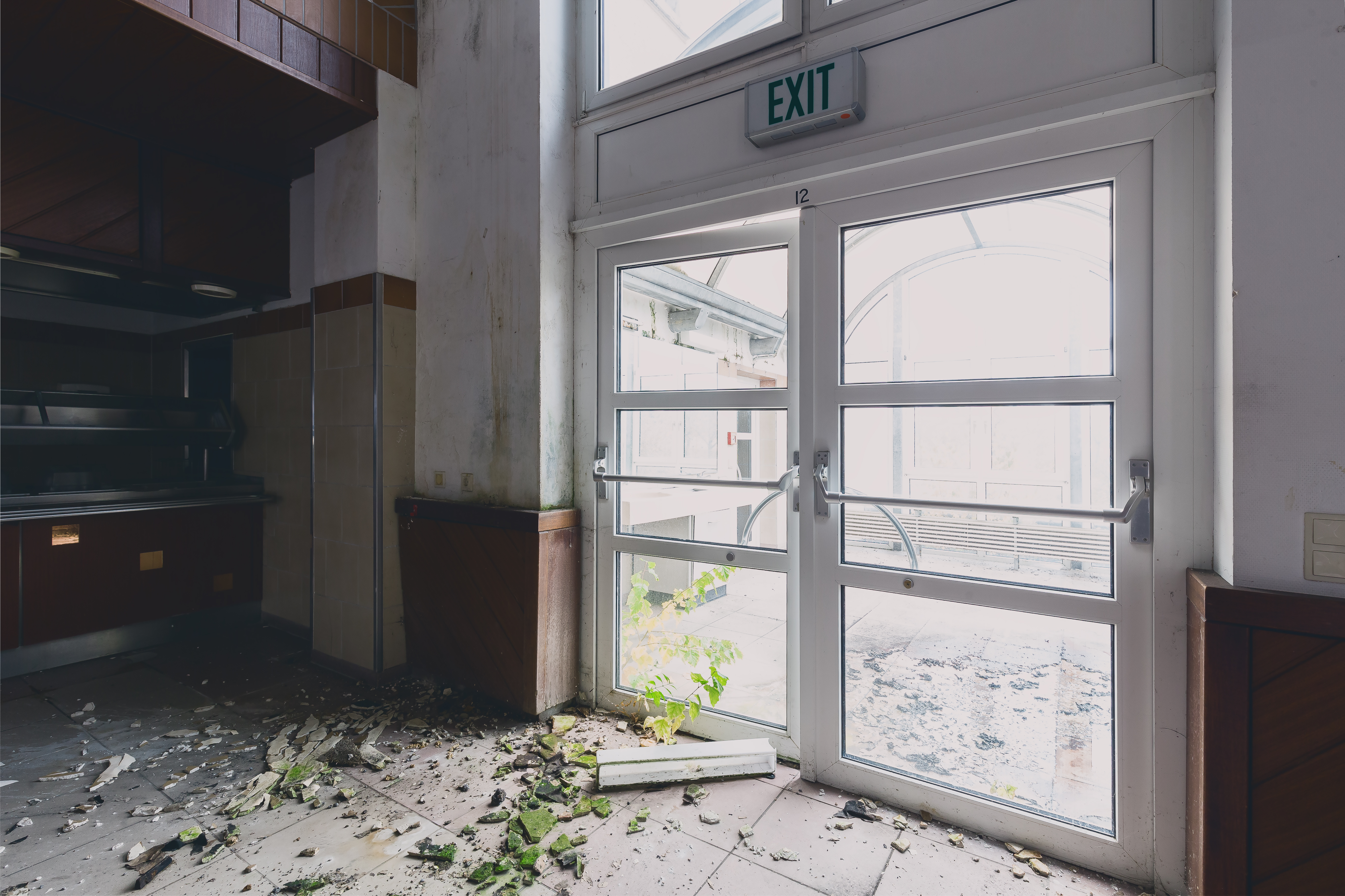
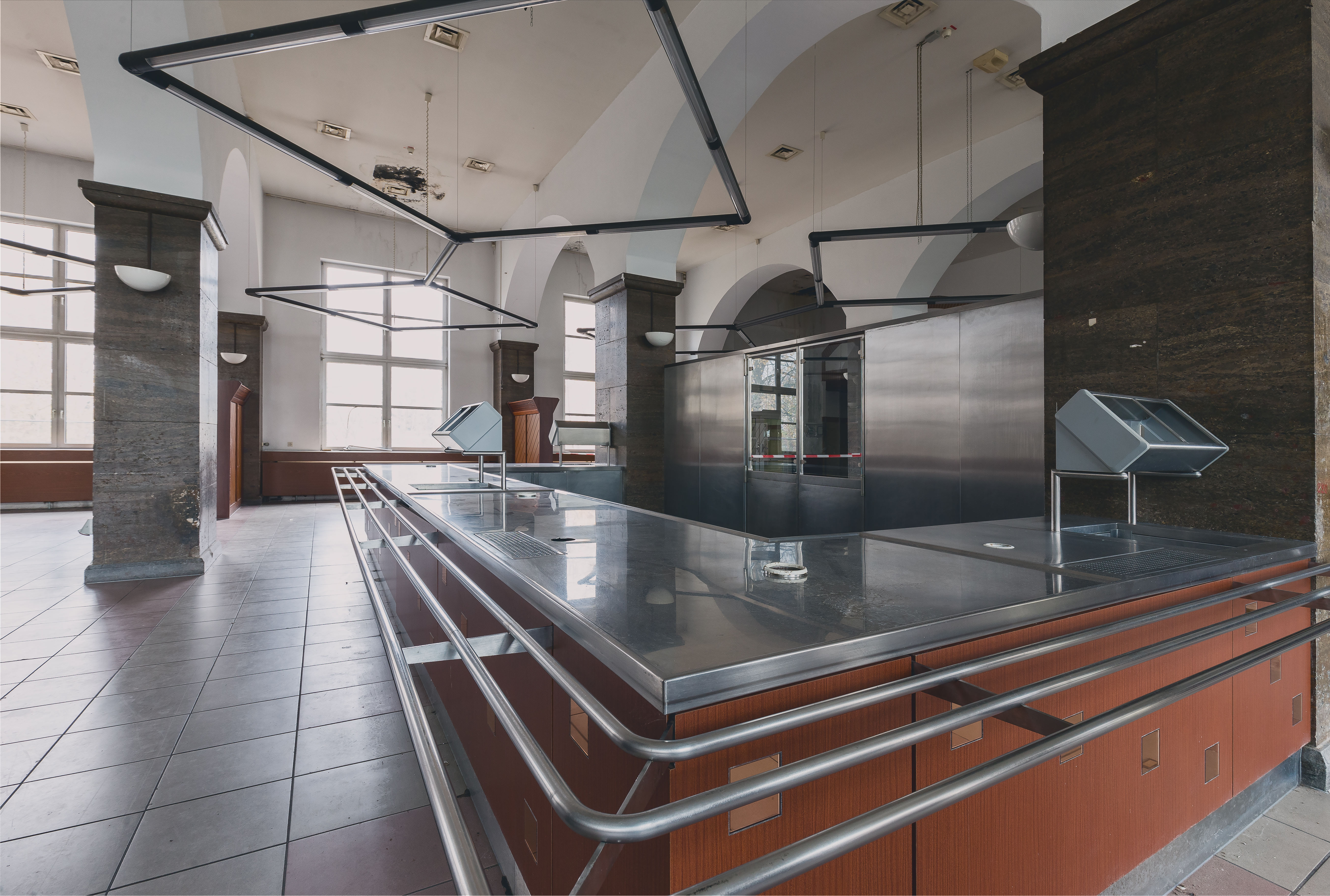
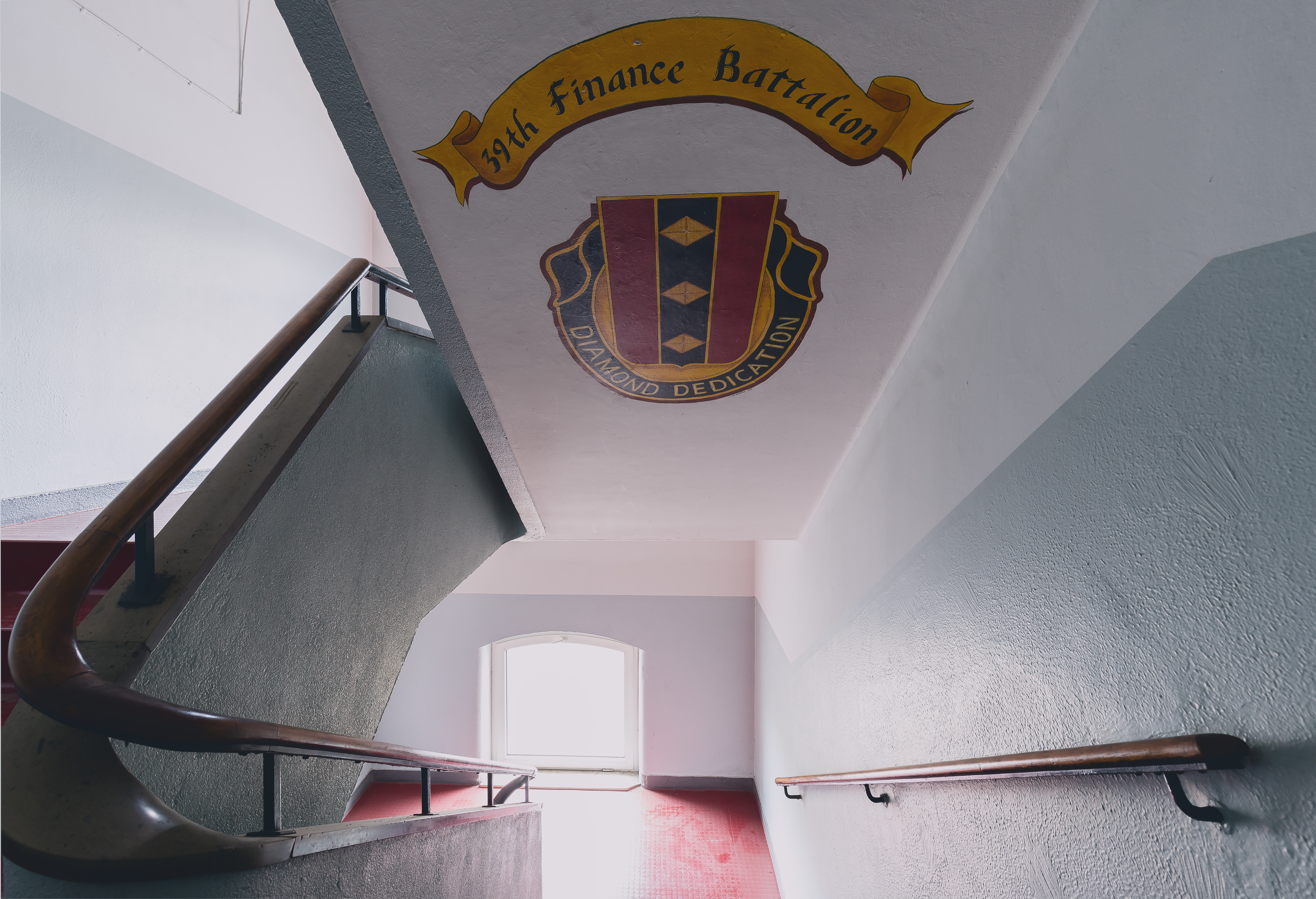
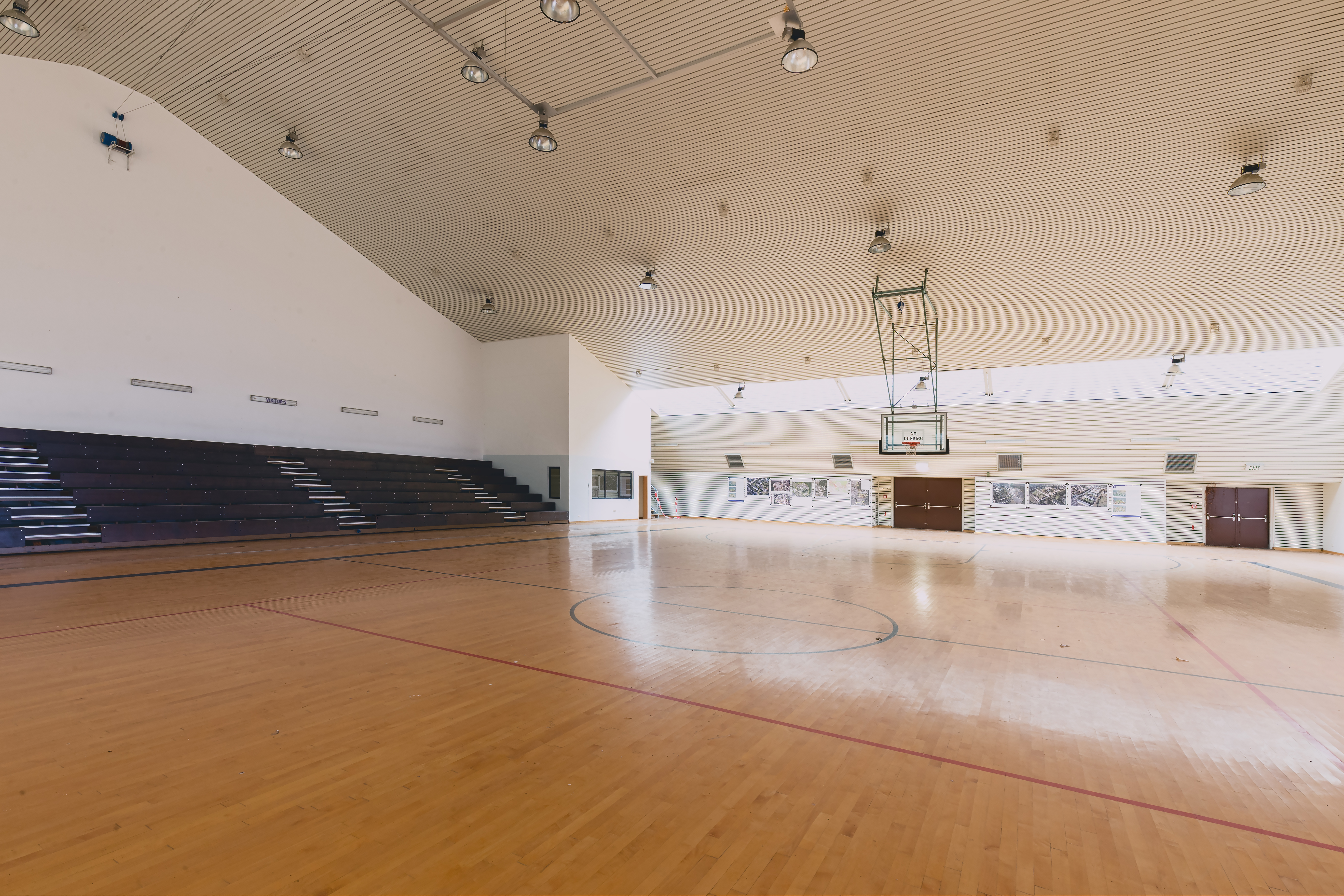
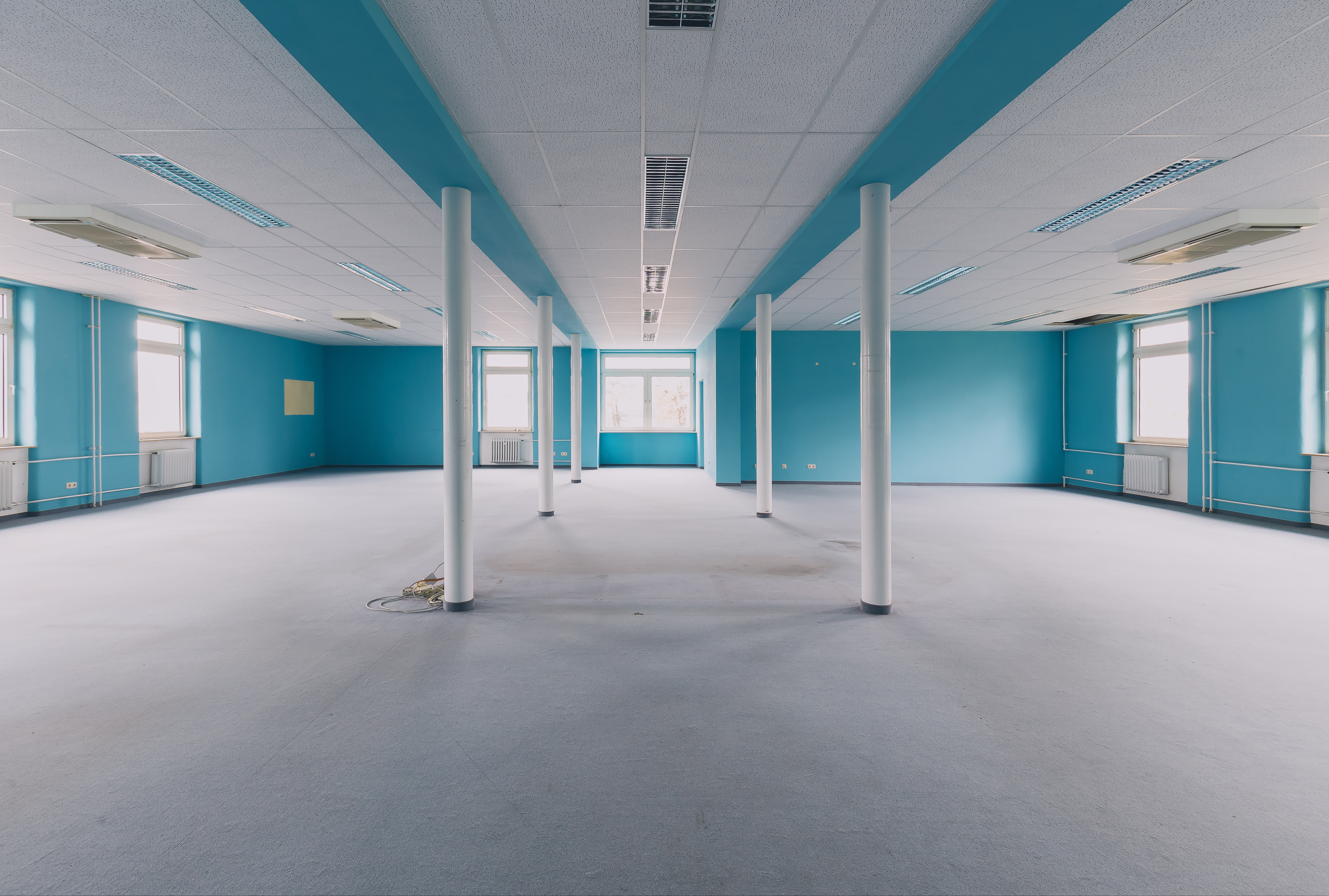

## Konversion
Seit 2017 wird die 50 Hektar große Pioneer-Kaserne als Wohngebiet für 5000 Menschen mit Einzelhandel sowie Arztpraxen und einem Hotel umfassend erschlossen. Geplant sind Grundstücke für Einfamilienhäuser, Reihenhäuser, Stadtvillen und Grünflächen, aber auch Eigentumswohnungen wie z. B. im Triangel-Housing und den „5 Brüdern“ Ost und West, welche unter Ensembleschutz stehen.

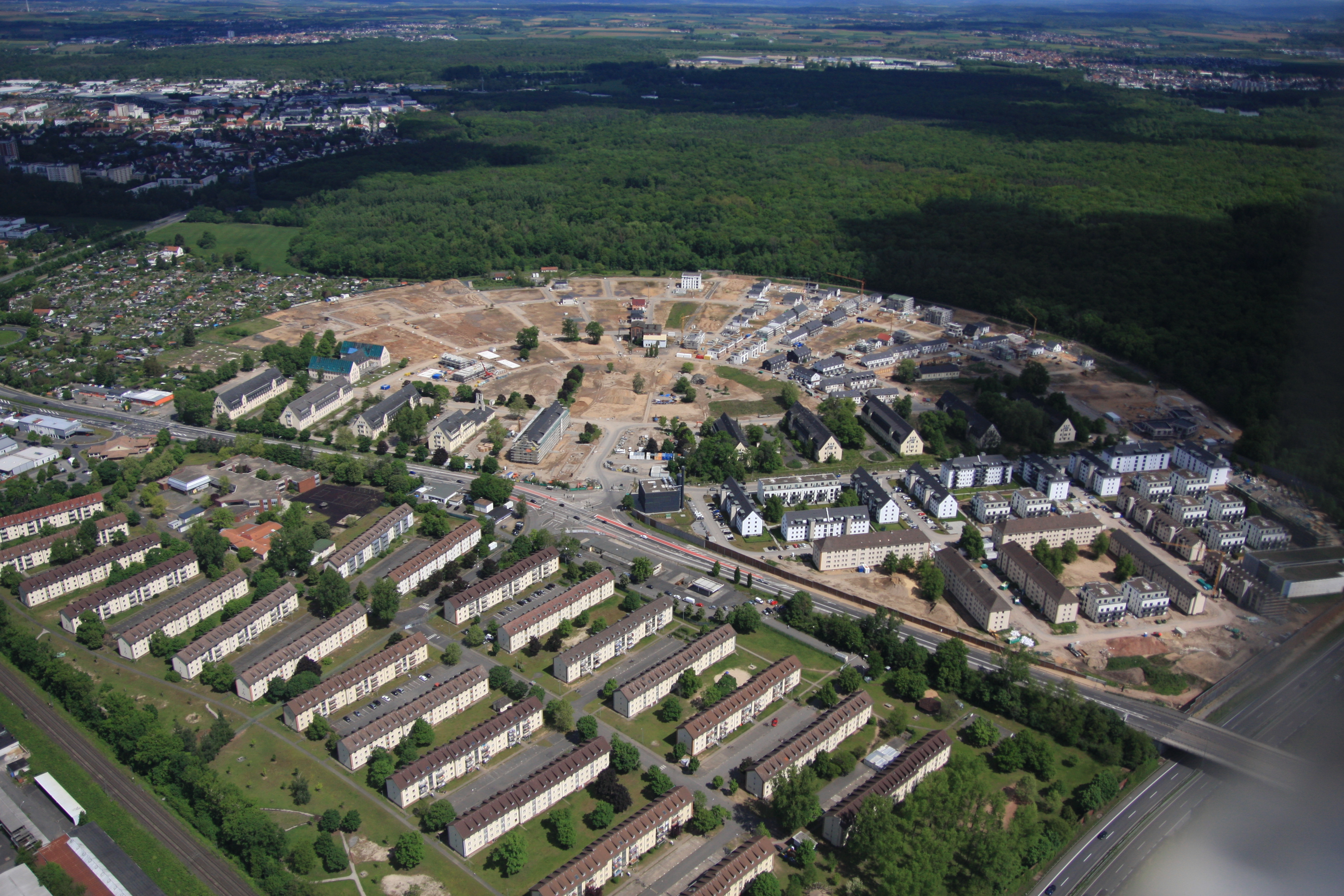
Pioneer-Park auf dem ehemaligen Kasernengelände, 2021

Die Sportsfield Housing hingegen soll abgerissen werden, weil dort aufgrund der ungünstigen Lage zwischen Schnellstraße, Bahnstrecke Frankfurt–Göttingen und Industriegebiet unter der Einflugschneise zum Flughafen Frankfurt eine weitere Nutzung nicht möglich ist. Zwischenzeitlich diente Sportsfield allerdings aufgrund der Flüchtlingskrise in Europa 2015/2016 als Erstaufnahmeeinrichtung. Aufgrund sinkender Flüchtlingszahlen schloss das Land Hessen im Jahr 2019 das Erstaufnahmelager in Sportsfield, die Kaserne dient aber weiterhin als städtische Flüchtlingsunterkunft für bis zu 1500 Flüchtlinge. Die Stadt Hanau ist bemüht, die Gebäude auch nach der aktuellen Nutzung als Wohnhäuser zu erhalten.

## Denkmalschutz
Die Pioneer-Kaserne ist als Gesamtanlage ein Kulturdenkmal nach dem Hessischen Denkmalschutzgesetz.